# ويلي كالاغان (لاعب كرة قدم بريطاني)
ويلي كالاغان (بالإنجليزية: Willie Callaghan)‏ هو لاعب كرة قدم بريطاني، ولد في 23 مارس 1967 في دنفيرملين في المملكة المتحدة. لعب مع دونفرملين أثلتيك وكيلتي هارتز ونادي ألبيون روفرز ونادي بارتيك ثيسل ونادي كاودينبيث لكرة القدم ونادي والسول.